# Господи, помилуй ны
Господи, помилуй ны! (чеш. Hospodine, pomiluj ny!) — старейший сохранившийся в записи образец чешской музыки (относят ко второй половине X или первой половине XI века). Текст паралитургического гимна представляет собой чешскую парафразу Kyrie eleison. Форма строфическая (восемь нерифмованных строк). Текст явно восходит к наследию миссии свв. Кирилла и Мефодия, окончательный же вариант сложился в эпоху, когда старославянский язык в Чехии вытеснялся латинским и заимствовал элементы чешской речи. Авторство приписывается св. Войтеху (Адальберту Пражскому). Хотя прямых доказательств нет, версия вполне правдоподобна: известно, что св. Войтех сочинял музыку, а во время пребывания в Польше написал гимн «Богородица» (пол. Bogurodzica, бел. Богуродзіца), ставший боевой песнью поляков, а затем и Речи Посполитой. Хорал «Господи, помилуй ны» впервые упоминается в 1055 г. как исполнявшийся при выборах Спытигнева II чешским князем. Старейшая сохранившаяся запись песни — в хронике монаха бревновского монастыря Яна из Голешова, 1397 г. Хорал звучал не только в церкви: его часто пели при торжественных событиях или как боевую песнь. Император Карл IV включил его в чин коронации, пели его и в Вифлеемской часовне при магистре Яне Гусе. Наряду со Святовацлавским хоралом являлся одним из первых чешских гимнов. Поется и поныне, обычно после церковных служб, с незначительно изменённым текстом.

## Текст
| Чешский текст            | Транскрипция             | Перевод                                            |
| ------------------------ | ------------------------ | -------------------------------------------------- |
| Hospodine, pomiluj ny!   | Господине, помилуй ны!   | Господи, помилуй нас!                              |
| Jezu Kriste, pomiluj ny! | Езу Кристе, помилуй ны!  | Иисусе Христе, помилуй нас!                        |
| Ty, spase všeho míra,    | Ты, спасе вшего мира,    | Ты, Спасе всего мира,                              |
| spasiž ny i uslyšiž,     | спасиж ны и услышиж,     | спаси же нас, и услышь же,                         |
| Hospodine, hlasy našě!   | Господине, гласы нашѣ!   | Господи, гласы наши!                               |
| Daj nám všěm, Hospodine, | Дай нам вшѣм, Господине, | Дай нам всем, Господи,                             |
| žizň a mír v zemi!       | жизнь а мир в земи!      | достаток и мир в стране!                           |
| Krleš! Krleš! Krleš!     | Крлеш! Крлеш! Крлеш!     | Господи помилуй, Господи помилуй, Господи помилуй! |